# Volkswagen EcoRacer
De Volkswagen EcoRacer is een conceptauto van het Duitse merk Volkswagen. De auto werd voor het eerst aan het publiek getoond tijdens de Tokyo Motor Show van 2005. De auto combineert sportieve prestaties en een laag verbruik. Vooralsnog is de auto slechts een concept en zijn er geen plannen voor productie bekendgemaakt.

## Motor
De EcoRacer beschikt over een 1.5 liter dieselmotor met een turbo. Ondanks de kleine inhoud levert deze motor 100kW (136pk) en 250Nm koppel. De motor, die voor de achteras ligt, is gekoppeld aan een zevenversnellings-Direct-Shift Gearbox.

## Model
De EcoRacer heeft plek voor twee personen en beschikt ook over een kleine bagageruimte. De carrosserie is gemaakt van koolstofvezel wat resulteert in een totaalgewicht van 850 kg. De auto kan in drie configuraties gebruikt worden; coupé, roadster (geen dak), en speedster (geen a-pilaren en windscherm).